# Terence Quinn
Terence Quinn est un physicien britannique, Directeur honoraire du Bureau international des poids et mesures. Il a été éditeur des Notes and records of the Royal Society de 2004 à 2007. Il est Docteur Honoris Causa du Conservatoire national des arts et métiers.